# Paweł (Dobrochotow)
Paweł, imię świeckie: Prokopij Niłowicz Dobrochotow (ur. 20 maja?/1 czerwca 1807, zm. 10 kwietnia?/23 kwietnia 1900) – rosyjski biskup prawosławny.

## Życiorys
Był synem wiejskiego kapłana prawosławnego ze wsi Bolszaja Lamowica (eparchia tambowska). Seminarium duchowne ukończył w Tambowie w 1833. Naukę teologii kontynuował na studiach na Petersburskiej Akademii Duchownej, po ukończeniu której w 1837 został skierowany do pracy w charakterze wykładowcy prawosławnego seminarium duchownego w Wilnie. W tym samym roku obronił dysertację magisterską w dziedzinie teologii. Poświęcił ją kwestii proroczych snów.
Odegrał znaczącą rolę w przygotowaniach do likwidacji Kościoła unickiego na ziemiach zabranych na synodzie połockim w 1839, był bliskim współpracownikiem późniejszego metropolity wileńskiego i litewskiego Józefa (Siemaszki). 2 listopada 1847 złożył przed nim wieczyste śluby mnisze, 8 listopada został wyświęcony na hierodiakona, zaś dwa dni później - na hieromnicha. 15 lipca 1849 otrzymał godność archimandryty, równocześnie został skierowany do Połocka, gdzie został przełożonym monasteru Objawienia Pańskiego oraz rektora seminarium duchownego. Po dwóch latach objął analogiczne stanowisko w seminarium duchownym w Rydze, zaś w 1855 - w Jekaterynosławiu. Od 1859 do 1863 był rektorem seminarium duchownego w Mohylewie i przełożonym monasteru Objawienia Pańskiego w Mohylewie. Następnie przez trzy lata pełnił obowiązki rektora seminarium duchownego w Wiatce.
21 sierpnia 1866 przyjął chirotonię na biskupa wołogodzkiego. Po trzech latach został przeniesiony na katedrę pskowską i porchowską. W 1882 został biskupem ołonieckim i pietrozawodzkim. Piętnaście lat później odszedł w stan spoczynku, objął obowiązki przełożonego Monasteru Wysoko-Pietrowskiego. Zmarł trzy lata później.
Był kolekcjonerem zabytków cerkiewnego piśmiennictwa, rękopisów i oryginalnych dokumentów; swoje zbiory dokumentów  przekazał bractwu Świętego Ducha działającemu w Wilnie przy monasterze pod tym samym wezwaniem.